# Too Many Crooks (film 1919)
Too Many Crooks è un film muto del 1919 diretto da Ralph Ince. La sceneggiatura di Edward J. Montague si basa sull'omonimo romanzo di E. J. Rath (pseudonimo sotto il quale si celano i nomi di J. Chauncey Brainerd ed Edith Rathbone Brainerd), pubblicato a New York nel 1918.

## Produzione
Il film fu prodotto dalla Vitagraph Company of America.

## Distribuzione
Il copyright del film, richiesto dalla Vitagraph, fu registrato il 6 giugno 1919 con il numero LP13805.
Distribuito dalla Vitagraph Company of America, il film uscì nelle sale statunitensi il 16 giugno 1919. In Francia, venne distribuito il 26 novembre 1920 con il titolo La Bande à Paulette.
Non si conoscono copie ancora esistenti della pellicola che viene considerata presumibilmente perduta.